# Hansenia albata
Hansenia albata är en insektsart som först beskrevs av Leopold Melichar 1902. 
Hansenia albata ingår i släktet Hansenia och familjen Flatidae. Inga underarter finns listade i Catalogue of Life.